# Marco Antônio de Almeida Ferreira
Marco Antônio de Almeida Ferreira (Santo Antônio de Pádua, 20 december 1965), ook wel Marcão genoemd, is een voormalig Braziliaans voetballer.

## Carrière
Hij begon zijn carrière als profvoetballer in 1985 bij Atlético Paranaense, waar Marcão ongeveer drie jaar zou blijven. Later speelde de centrale verdediger onder meer voor Paraná, SC Internacional en Kashiwa Reysol. Na het seizoen 1999 zette Marcão een punt achter zijn carrière.

## Statistieken
| Japan   | Japan          | Japan       | League | League | Emperor's Cup | Emperor's Cup | J-League Cup | J-League Cup | Totaal | Totaal |
| Seizoen | Club           | League      | Wed.   | Goals  | Wed.          | Goals         | Wed.         | Goals        | Wed.   | Goals  |
| ------- | -------------- | ----------- | ------ | ------ | ------------- | ------------- | ------------ | ------------ | ------ | ------ |
| 1998    | Kashiwa Reysol | J. League 1 | 1      | 0      | 0             | 0             | 0            | 0            | 1      | 0      |
| Totaal  | Totaal         | Totaal      | 1      | 0      | 0             | 0             | 0            | 0            | 1      | 0      |